# Peperomia pseudoasarifolia
Peperomia pseudoasarifolia là một loài thực vật có hoa trong họ Hồ tiêu. Loài này được Callejas miêu tả khoa học đầu tiên.